# Llimiana
Llimiana település Spanyolországban, Lleida tartományban. Llimiana Gavet de la Conca, Vilanova de Meià, Camarasa, Àger, Castell de Mur és Isona i Conca Dellà községekkel határos. Lakosainak száma 131 fő (2024).

## Népesség
A település népessége az utóbbi években az alábbiak szerint változott:
| Lakosok száma | 910  | 556  | 539  | 377  | 135  | 168  | 168  | 159  | 145  | 131  |
|               | 1717 | 1887 | 1936 | 1960 | 1986 | 2004 | 2009 | 2014 | 2019 | 2024 |